# Megachile captionis
Megachile captionis là một loài Hymenoptera trong họ Megachilidae. Loài này được Cockerell mô tả khoa học năm 1914.

## Hình ảnh

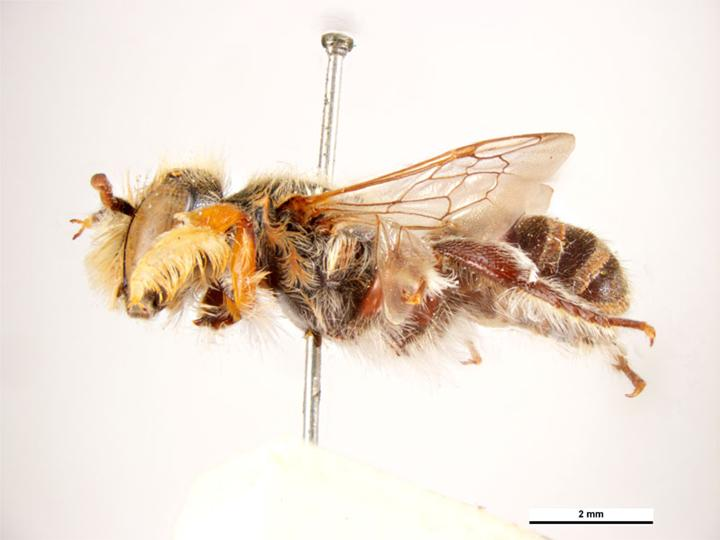